# Блокированная застройка
Блоки́рованная застро́йка (рядные дома) — тип малоэтажной жилой застройки, при котором расположенные в ряд однотипные жилые дома блокируются[неизвестный термин] друг с другом боковыми стенами. Каждый из таких домов имеет отдельный вход, небольшой палисадник и, как правило, гараж.
Наибольшее развитие такая модель городского планирования получила в Великобритании периода промышленной революции конца XVII века — начала XX века. Блокированную застройку, как правило, отличают от одно- или двухсемейных домов, сблокированных попарно, называемых домами-близнецами.
Первый ансамбль рядовой застройки был возведён в Париже на площади Вогезов в 1605—1612 гг. 

## В Великобритании
В Англии первые образцы блокированной застройки появились после Великого лондонского пожара 1666 года. В XVIII веке в Англии создаются подлинные ансамбли рядной застройки (лондонские Гросвенор-сквер, Парк-Кресчент, Бейсуотер, батская Квин-сквер).
Такие дома стали символом георгианской архитектуры в Британии. Самой большой и впечатляющей комнатой в доме была гостиная. Изначально террасные дома строились для благородного сословия (например, в районе Риджентс-парк в центральном Лондоне).
Дома XVII и XVIII  веков не были особо мудреными: для строительства использовались доступные материалы, пространство делилось на маленькие комнаты по конструкционным причинам: купить более короткие деревянные балки для перекрытий было проще и дешевле.
Лондонский строительный акт 1774 года определил требования к террасным домам: минимальную толщину стены  и продление боковых стен до линии крыши с целью предотвращения распространения пожаров. Однако эти правила не распространились по стране, и в других городах террасные дома строили на свой лад до середины XIX века, когда такой тип городской застройки стал обеспечивать интенсивное размещение разрастающегося рабочего класса по всей викторианской Британии.
Между 1841 и 1851 годами города Англии выросли на четверть, более половины населения страны стали горожанами, и это число к 1911 году достигло почти 80%. Некоторые города росли многократно: так, Ронта в Уэльсе в результате интенсивной добычи угля выросла с 4 тысяч человек в 1861 году до 163 тысяч человек в 1891 году. Террасные дома стали экономичным решением для размещения большого количества людей на ограниченной территории.
Общегосударственное законодательство по жилищному строительству было принято в 1858 году (Local Government Act). Оно предусматривало, что улицы, застроенные террасными домами, должны иметь ширину не менее 35 футов (11 м) и что дома должны иметь минимальную свободную площадь с задней стороны 150 квадратных футов (14 м²). Расстояние между домами должно быть не меньше, чем их высота. Другие строительные правила определяли минимальный набор требований к дренажу, освещению и вентиляции, ряд актов также определял единый внешний вид террасных домов, строившихся по всей стране.
В итоге к концу XIX века облик многих промышленных городов Англии (Манчестер, Ливерпуль) определялся длинными рядами предельно экономичных, но угнетающе мрачных и перенаселённых кирпичных домов с 2-ярусными квартирами.
Набор удобств был ограничен: в 1906 году только 750 домов из 10 тысяч  в Рочдейле имели туалетные комнаты внутри. Большей частью туалеты были на улице и они были общими на несколько домов, пока не было принято законодательство, обязывающее устраивать в домах канализацию и ватерклозеты.
Несмотря на то, что в террасных домах жил рабочий класс, они были популярны и среди более состоятельных людей, особенно на севере Англии. Например, в 1914 году в таких домах проживало две трети населения Лидса. На некоторых территориях на один акр приходилось 70-80 домов. Их стали также использовать в коммерческих целях, превращая передние комнаты в магазины и устраивая магазины с угла здания. К 1890-м годам были разработаны проекты террасных домов для более состоятельных семей, в которых имелось 8-9 комнат, ванные и теплые туалеты.
Множество построенных в викторианскую эпоху домов было впоследствии разрушено. Между 1960 и 1967 годами было снесено около полумиллиона викторианских террасных домов в бывших рабочих кварталах, на месте которых появились небоскрёбы. Однако в 1970-е их начали реновировать, оснащая водопроводом, канализацией и системами отопления, что снова сделало их популярными.  
В 2002 году правительство лейбористов приняло схему реновации жилищного рынка, предусматривавшую снос большого количества террасных домов и замену их современными, с целью привлечения среднего класса на эти территории и улучшения качества городской среды. Схема оказалась противоречивой и вызвала протесты, поскольку викторианские дома, пережившие 1960-е годы, качественно построены и обслуживаются.  Содержание такого дома стоит на 60% дешевле, чем современного. Однако в 2012 году в Ливерпуле был запланировано к сносу 400 домов, некоторые удалось спасти, в том числе дом, в котором родился Ринго Старр.
Несмотря на то, что террасные дома ассоциируются с викторианской эпохой и пролетариатом, в 1997-2007 годах их цена выросла на  239%, а к  2013 году превысила £200,000 за единицу жилой площади. В 2011 году каждый пятый дом в Британии строился как террасный.

## В России
До 1 марта 2022 года Градостроительный кодекс РФ давал следующее определение жилых домов блокированной застройки (часть 2 статьи 49):

жилые дома с количеством этажей не более чем три, состоящие из нескольких блоков, количество которых не превышает десять и каждый из которых предназначен для проживания одной семьи, имеет общую стену (общие стены) без проёмов с соседним блоком или соседними блоками, расположен на отдельном земельном участке и имеет выход на территорию общего пользования.
В новой редакции требование к этажности исключено, определение дома блокированной застройки зафиксировано в пункте 40 статьи 1:

жилой дом, блокированный с другим жилым домом (другими жилыми домами) в одном ряду общей боковой стеной (общими боковыми стенами) без проёмов и имеющий отдельный выход на земельный участок.

Определение СП 55.13330-2011:

…блокированные дома, жилые блоки которых являются автономными и рассматриваются как отдельные одноквартирные дома, если они:
- не имеют помещений, расположенных над помещениями других жилых блоков;
- не имеют общих входов, вспомогательных помещений, чердаков, подполий, шахт коммуникаций;

## В других странах
Жилая застройка блоками распространена также в США (старые кварталы Филадельфии, Бостона, Питтсбурга, Сан-Франциско), в Нидерландах, Скандинавии, Бремене, в бывших британских колониях (Австралия, Индия и др.).